# Paul Glendinning
Paul Glendinning (* 22. Juli 1959 in London) ist ein britischer Mathematiker, der sich mit Dynamischen Systemen befasst. Er ist Professor für Angewandte Mathematik an der University of Manchester.
Er ist der Sohn der Schriftstellerin und Biographin Victoria Glendinning (* 1937). Er wurde 1985 an der Universität Cambridge (King´s College) bei Nigel Weiss promoviert (Homoclinic bifurcations). Als Post-Doktorand war er an der University of Warwick und dann wieder am King’s College in Cambridge und ab 1987 am Gonville and Caius College. 1996 wurde er Professor am Queen Mary and Westfield College der Universität London und 2000 an der Universität Manchester (damals University of Manchester Institute of Science and Technology, UMIST). 2003 bis 2008 war er Vorstand der Mathematikfakultät. 2011 bis 2012 war er Acting Director des Centre for Interdisciplinary Computational and Dynamical Analysis (CICADA) an der Universität Manchester.
Er befasst sich insbesondere mit Bifurkationen von Abbildungen und Flüssen (und speziell globale Bifurkationen), Seltsamen Attraktoren, erzwungene quasiperiodische Systeme, Synchronisation von Oszillatoren (und dabei auftretenden Phänomenen wie Blowout Bifurcations), niedrigdimensionalen Abbildungen (wie den klassischen eindimensionalen Intervall-Abbildungen aus dem Feigenbaum-Szenario).
1984 erhielt er den Smith-Preis der Universität Cambridge und 1992 den Adams-Preis (Chaos and routes to chaos in Lorenz maps). 2011 bis 2013 war er Vizepräsident des Institute of Mathematics and its Applications (IMA). Er ist Fellow des IMA und erhielt zweimal deren Catherine Richards Preis, er ist Mitglied der London Mathematical Society. 2021 wurde Glendinning in die Royal Society of Edinburgh gewählt.

## Schriften
- Stability, instability, and chaos: an introduction to the theory of nonlinear differential equations, Cambridge University Press 1994
- Math in minutes : 200 key concepts explained in an instant, Quercus 2013
- Herausgeber mit J. C. Robinson: From finite to infinite dimensional dynamical systems, Kluwer 2001

Aufsätze (Auswahl):
- Bifurcations near homoclinic orbits with symmetry, Physics Letters A, Band 103, 1984, S. 163–166
- mit C. Sparrow: Local and global behavior near homoclinic orbits, Journal of Statistical Physics, Band 35, 1984, S. 645–696
- mit C. Sparrow: T-points: a codimension two heteroclinic bifurcation, Journal of Statistical Physics, Band 43, 1986, S. 479–488
- mit J. M. Gambaudo, C. Tresser: The gluing bifurcation: I. Symbolic dynamics of closed curves, Nonlinearity, Band 1, 1988, S. 203
- Global Bifurcations in Flows, New Directions in Dynamical Systems, Band 127, 1988, S. 120–149
- mit C. Sparrow: Prime and renormalisable kneading invariants and the dynamics of expanding Lorenz maps, Physica D: Nonlinear Phenomena, Band 62, 1993, S. 22–50
- mit H. Osinga, J. Wiersig, U. Feudel: Multistability and nonsmooth bifurcations in the quasiperiodically forced circle map, International Journal of Bifurcation and Chaos, Band 11, 2001, S. 3085–3105
- mit N. Sidorov: Unique representations of real numbers in non-integer bases, Mathematical Research Letters, Band 8, 2001, S. 535–544
- The mathematics of motion camouflage, Proc. Roy. Soc. (London), Series B, Band 271, 2004, S. 477–481.
- mit G. Keller, T. Jaeger: How chaotic are strange non-chaotic attractors?, Nonlinearity, Band 19, 2006, S. 2005–2023
- mit C. H. Wong: Border collision bifurcations, snap-back repellers, and chaos, Physical Review E, Band 79, 2009, Nr. 2